# 儀子内親王
儀子内親王（ぎしないしんのう）は、文徳天皇の皇女で、母は染殿后・藤原明子（藤原良房の娘）。清和天皇の同母妹。賀茂斎院。
貞観元年（859年）10月5日、清和天皇の斎院に卜定される。同年12月25日、初斎院に入る。貞観11年（869年）2月9日初笄、同月11日三品に叙せられる。同18年（876年）、病のため紫野斎院から退下、母の居所である染殿に移る。元慶元年（877年）1月9日に二品、同年11月には一品に昇叙。同3年（879年）閏10月5日に薨去。